# Dmitrij Poljakov
Dmitrij Nikolaevič Poljakov, accreditato come Dimitri Poliakov dalla ATP (in russo Дмитрий Николаевич Поляков?, in ucraino Дмитро Миколайович Поляков?, Dmitro Mykolajovyč Poljakov; Kiev, 19 gennaio 1968), è un ex tennista ucraino, vincitore in carriera di un solo torneo in singolare.

## Statistiche

### Singolare

#### Vittorie (1)
| Legenda                          |
| Grande Slam (0)                  |
| ATP World Tour Championships (0) |
| ATP Super 9 (0)                  |
| ATP Championship Series (0)      |
| ATP World Series (1)             |

| Numero | Data           | Torneo                   | Superficie  | Avversario in finale | Punteggio |
| 1.     | 19 agosto 1991 | Croatia Open Umag, Umago | Terra rossa | Javier Sánchez       | 6-4, 6-4  |

### Doppio

#### Finali perse (1)
| Legenda                          |
| Grande Slam (0)                  |
| ATP World Tour Championships (0) |
| ATP Super 9 (0)                  |
| ATP Championship Series (0)      |
| ATP World Series (1)             |

| Numero | Data          | Torneo                   | Superficie  | Compagno     | Avversari in finale            | Punteggio     |
| 1.     | 4 agosto 1991 | Austrian Open, Kitzbühel | Terra rossa | Pablo Arraya | Tomás Carbonell Francisco Roig | 7-6, 2-6, 4-6 |

### Tornei minori

#### Singolare

##### Vittorie
| Legenda tornei minori |
| Challenger (4)        |

| Numero | Data           | Torneo                          | Superficie  | Avversario in finale | Punteggio     |
| 1.     | 24 luglio 1989 | Schickedanz Open, Fürth         | Terra rossa | Federico Mordegan    | 6-2, 6-1      |
| 2.     | 16 luglio 1990 | Neu Ulm Challenger, Nuova Ulma  | Terra rossa | Bart Wuyts           | 3-6, 7-5, 6-3 |
| 3.     | 3 giugno 1990  | Bielefeld Challenger, Bielefeld | Terra rossa | Lars Koslowski       | 6-4, 6-1      |
| 4.     | 24 maggio 1993 | Bruck Challenger, Bruck         | Terra rossa | Simon Touzil         | 6-4, 6-1      |

##### Finali perse
| Legenda tornei minori |
| Challenger (1)        |

| Numero | Data           | Torneo                  | Superficie  | Avversario in finale | Punteggio      |
| 1.     | 10 giugno 1990 | Schickedanz Open, Fürth | Terra rossa | Marcos Górriz        | 2-6, 0-3, rit. |